# 潘祥偉
潘祥偉 （1994年10月26日—）是臺灣男子籃球運動員，主打前鋒位置，目前效力於臺灣銀行。2018年於第十六季超級籃球聯賽新人選秀會首輪第4順位被臺北達欣工程選中，曾效力於寶島夢想家、臺北達欣工程和台灣啤酒。

## 外部連結
- 潘祥偉在Eurobasket.com（球員）（英语）
- 潘祥偉在Flashscore（英语）